# Janovy Hutě
Janovy Hutě (něm. Johanesthal) je zaniklá osada Pohoří na Šumavě, která se rozprostírala v lesích Novohradských hor, nedaleko hranic s Rakouskem a toku Lužnice, která kousek od bývalé osady opouští Kapelníkův rybník.

## Historie
Osadu se sklárnou v roce 1777 založil hrabě Johann Buquoy a pojmenoval ji Pucherser Hütte (tedy Pohořská Huť). O 10 let později dostala název Janova Huť. Sklárna ukončila svůj provoz v roce 1836 a  provoz sklárny byl převeden do sklárny v Černém Údolí. Budova byla přeměněna na hospodářský dvůr. Ani ten však neměl dlouhého trvání a v roce 1860 zanikl. V roce 1910 se uvádí 9 domů a v nich 86 obyvatel, roku 1945 to bylo už 13 domů a 95 obyvatel. Poněvadž však většina z nich byla německé národnosti, klesl v roce 1955 jejich počet na 14, žijících v 8 domech. Po vytvoření hraničního pásma byla osada opuštěna a většina domů srovnána se zemí. Ještě v roce 2006 byly viditelné poslední zříceniny domů a kamenné mostky přes Lužnici a její bezejmenné přítoky.

## Okolní osady
- Skleněné Hutě
- Stříbrné Hutě
- Terčí Huť